# Olgiate Comasco
Olgiate Comasco ist eine nordwestitalienische Gemeinde (comune) mit 11.985 Einwohnern (Stand 31. Dezember 2023) in der Provinz Como in der Lombardei.

## Geographie
Die Gemeinde liegt etwa 9,5 Kilometer westsüdwestlich von Como und etwa 10,5 Kilometer ostsüdöstlich von Varese und umfasst die Fraktionen: Baragiola, Boscone, Cantalupo, Casletto, Gerbo, Rongio, Somaino. Seit 1998 führt die Gemeinde den Titel città (Stadt).

## Verkehr
Die Gemeinde liegt an der Staatsstraße 342 von Montano Lucino nach Varese. Der Bahnhof an der Bahnstrecke Como–Varese existiert nicht mehr. Dieser Teil der Strecke wurde 1966 geschlossen und abgebaut.

## Gemeindepartnerschaften
Olgiate Comasco unterhält Partnerschaften mit der französischen Gemeinde Liancourt im Département Oise und mit dem ungarischen Pesterzsébet, dem 20. Bezirk Budapests sowie seit 2009 eine inneritalienische
Partnerschaft mit der Gemeinde San Cataldo im Freien Gemeindekonsortium Caltanissetta (Sizilien).

## Wirtschaft
- Avon Products Inc., ein US-amerikanisches Unternehmen mit Firmensitz in New York City
- Tessitura Taiana Virgilio

## Sehenswürdigkeiten
- Pfarrkirche Santi Ippolito e Cassiano (1891)[2]
- Kirche San Gerardo[3]
- Palazzo Volta (16. Jahrhundert)[4]
- Villa Peduzzi (19. Jahrhundert)[5]
- Villa Camilla (20. Jahrhundert)[6]

## Söhne- und Töchter der Stadt
- Anna Maria Peduzzi (1912–1979), Autorennfahrerin